# Bolitoglossa decora
Bolitoglossa decora är en groddjursart som beskrevs av James R. McCranie och Wilson 1997. Bolitoglossa decora ingår i släktet Bolitoglossa och familjen lunglösa salamandrar. IUCN kategoriserar arten globalt som akut hotad. Inga underarter finns listade.